# کولترر
کولترر (به فرانسوی: Culètre) یک کمون در فرانسه با جمعیت ۷۳ نفر است که در Canton of Arnay-le-Duc واقع شده‌است.